# جون يفبفر
جون يفبفر هو كاتب أغاني كندي، ولد في 6 أغسطس 1951.

## وصلات خارجية
- الموقع الرسمي